# Етнографско-възрожденски комплекс „Свети Софроний Врачански“
Етнографско-възрожденски комплекс „Свети Софроний Врачански“ към Регионалния исторически музей във Враца е архитектурно-етнографска музейна експозиция, създадена между 1972 и 1987 година.
Включва 3 възрожденски къщи и училище „Възнесение“, намиращи се в съседство с православния храм-паметник „Свети Софроний епископ Врачански“ в центъра на Враца. Пред входа на комплекса се издига статуя на Софроний Врачански, дело на скулптора Крум Дамянов.
Етнографският комплекс представя традиционния бит, занаятите и културата на населението от Врачански регион от края на XIX до средата на XX век, а църквата съдържа ценна сбирка от икони, включително рисувани от Захари Зограф, Димитър Зограф и майстори от Дебърската школа.
Къщата на Димитраки Хаджитошев – сред най-заможните за времето си хора в Северозападна България, съдържа възстановка на интериора на градска къща от средата на XIX век. Експозицията „Светът на детето“ от края на XIX и началото на XX век се помещава в къщата на Григория Найденов. В къщата на Иван Замбин са представени характерните за този край занаяти златарство, лозарство и винарство, бубарство и копринарство. Под сайвант на двора са показани едновремешни селскостопански оръдия, а в допълнителна закрита пристройка са изложени традиционни транспортни средства, изработени във фабриките и работилниците на известния врачански предприемач от началото на XX век Мито Орозов.
В 2 изложбени зали на първия етаж на възрожденското училище „Възнесение“, където се помещават и уредниците на музея, представят облеклото – ежедневно, празнично и сватбено – на врачанското население от втората половина на XIX век, както и на представители на каракачанската и банатската общности. Могат да се видят мартеници, обредни хлябове за Коледа, Великден и Гергьовден, традиционна посуда, хурки, вретена и др. Залата на втория етаж на училището е посветена на основоположника на духовата музика в Северозападна България композитора и диригент Дико Илиев. Показани са духови и ударни инструменти, използвани от музикантите в оркестъра му, вещи и снимки на Илиев, както и Ключа на Враца, с който той посмъртно е удостоен за почетен гражданин.
Реконструираната в двора на етнографския комплекс фурна за хляб, геранът и каменните чешми, както и характерните за времето си каменни зидове и дървени порти допълват представата за традициите във врачанското възрожденско строителство.